# Słoneczne Skałki (Góry Sowie)

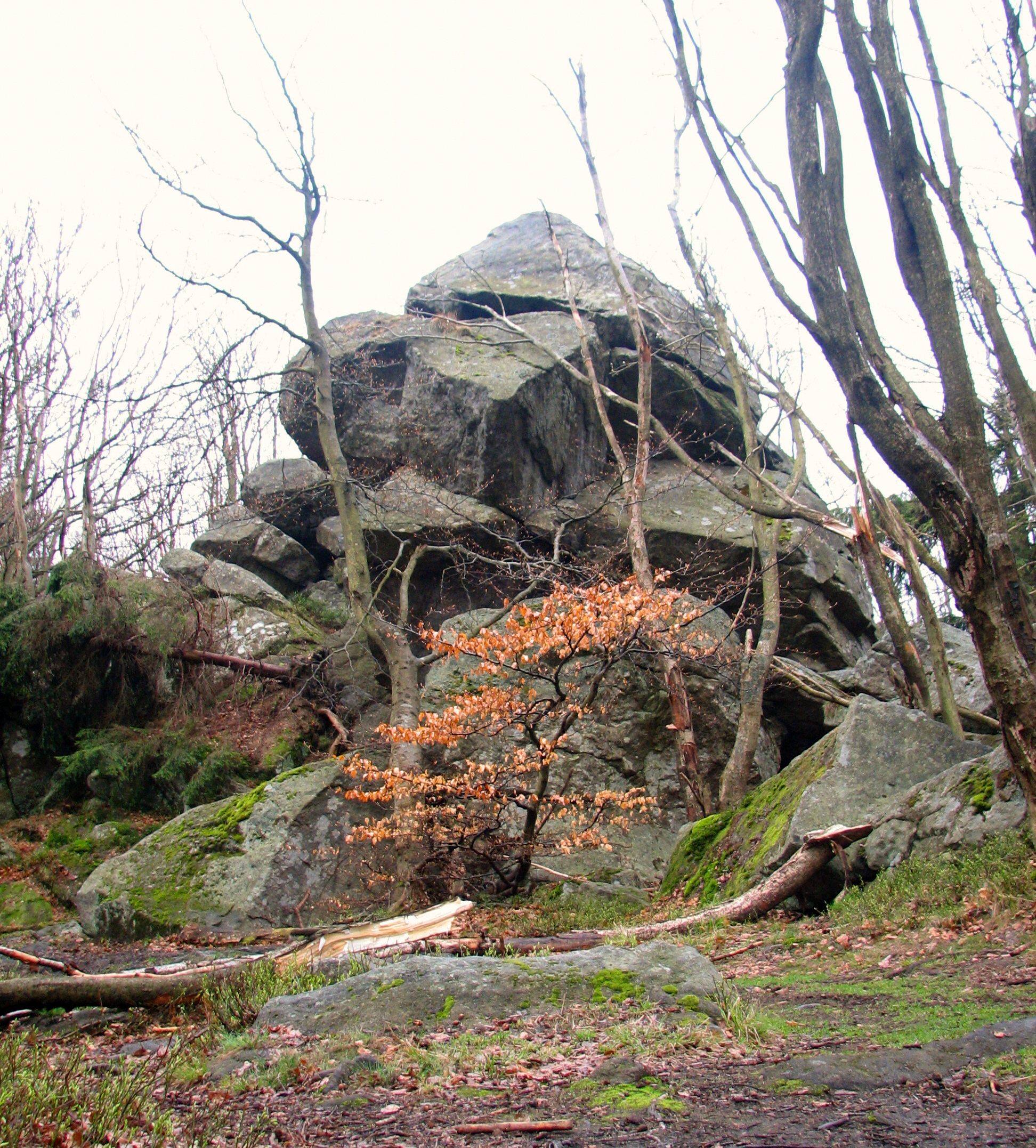
Słoneczne Skałki - widok od strony północnej

Słoneczne Skałki (niem. Sonnenstein) – gnejsowe skałki w Sudetach Środkowych w środkowej części pasma Gór Sowich.

## Położenie i opis
Formy skalne położone na terenie Parku Krajobrazowego Gór Sowich, w środkowej części pasma Gór Sowich, na zachodnim stoku Słonecznej, około 2,5 km na północny wschód od centrum miejscowości Jugów.
Niewielkie skałki gnejsowe pod wierzchołkiem Kalenicy na zachodnim zboczu, ciągnące się w postaci wychodni, złożonej z poszarpanych, nieregularnych bloków skalnych na wysokości około 940–945 m n.p.m. Dawniej kilkumetrowe skałki stanowiły punkt widokowy, obecnie są zasłonięte drzewami.

## Turystyka
Obok Słonecznych Skałek przechodzą szlaki turystyczne:
- – czerwony fragment Głównego Szlaku Sudeckiego z Przełęczy Woliborskiej na Przełęcz Jugowską
- – żółty, prowadzący z Nowej Rudy przez Jugów do Bielawy.